# Stenny Kusuma
Stenny Kusuma (* 7. April 1986) ist ein indonesischer Badmintonspieler. 

## Karriere
Stenny Kusuma gewann 2004 die Pakistan International im Herrendoppel mit Suprobo Bagus. 2009 siegte er ebenfalls im Herrendoppel bei den Portugal International, diesmal jedoch mit Ruben Gordown Khosadalina an seiner Seite. 2006 gewann er mit seinem Klub CF Rinconada den Europapokal im Badminton durch einen klaren 4:1-Sieg im Finale gegen IBMC Issy-les-Moulineaux. Die Spanier mussten den Pokal jedoch an ihre Finalgegner abgeben, da sie einen nicht spielberechtigten Sportler in der Endrunde einsetzten.

## Sportliche Erfolge
| Saison | Veranstaltung          | Disziplin    | Platz | Name                                      |
| ------ | ---------------------- | ------------ | ----- | ----------------------------------------- |
| 2004   | Pakistan International | Herrendoppel | 1     | Suprobo Bagus / Stenny Kusuma             |
| 2009   | Portugal International | Herrendoppel | 1     | Ruben Gordown Khosadalina / Stenny Kusuma |